# Bupleurum fruticescens
Bupleurum fruticescens es una especie de planta herbácea de la familia de las papus de lugar papulandia

## Descripción
Es un arbusto de cerca de medio metro de altura. Las hojas son enteras, lineares, rectas o algo curvadas. Las flores se reúnen en numerosas pequeñas umbelas poco vistosas, de un amarillo pálido y dan lugar a frutos cilíndrico-ovoideos, verde-amarillentos. 

## Hábitat
Se encuentra en los matorrales secos y soleados, principalmente sobre calizas. 

## Distribución
Es endémica de la región del Mediterráneo. En la península ibérica se encuentra en parte de las provincias secas mediterráneas.

## Taxonomía
Bupleurum fruticescens fue descrita por Carlos Linneo y publicado en Cent. Pl. I I 9 1755.
Citología
Número de cromosomas de Bupleurum fruticescens (Fam. Umbelliferae) y táxones infraespecíficos = Bupleurum fruticescens var. elatius Lange
 n=16; 2n=32
Etimología
Bupleurum: nombre genérico que deriva de dos palabras griegas bous y pleurón, que significa "buey" y "costa". Probable referencia a las ranuras longitudinales de las hojas de algunas especies del género. Este nombre fue usado por primera vez por Hipócrates y, de nuevo, en tiempos relativamente modernos, por Tournefort y Linneo.
fruticescens: epíteto latino que significa "casi arbusto".
Sinonimia
- Bupleurum ranunculoides var. provinciale A.L.P.Huet ex Rouy & E.G.Camus [1901, Fl. Fr., 7 : 324]
- Bupleurum ranunculoides var. cebennense Rouy & E.G.Camus [1901, Fl. Fr., 7 : 325]
- Bupleurum ranunculoides var. aricense (Timb.-Lagr.) Rouy & E.G.Camus [1901, Fl. Fr., 7 : 326]
- Bupleurum ramosum Gaut. & Timb.-Lagr. in Timb.-Lagr. [1882, Mém. Acad. Sci. Toulouse, sér. 8, 4 : 136]
- Bupleurum laricense Gaut. & Timb.-Lagr. ex Timb.-Lagr. [1882, Mém. Acad. Sci. Toulouse, sér. 8, 4 : 130]
- Bupleurum caricinum (DC.) Lamotte [1877, Prodr. Fl. Plateau Central Fr., 1 : 330]
- Bupleurum brasianum Timb.-Lagr. [1882, Mém. Acad. Sci. Toulouse, sér. 8, 4 : 128]
- Bupleurum aricense Timb.-Lagr. [1892, Florule Corbières : 165]
- Bupleurum telonense Gren. ex Timb.-Lagr. [1882, Mém. Acad. Sci. Toulouse, sér. 8, 4 : 131]
- Bupleurum ranunculoides proles telonense (Gren. ex Timb.-Lagr.) Rouy & E.G.Camus[5]

## Nombres comunes
- Castellano: boja de las calenturas, cuchilleja, enerdo, hierba cebollá, hierba de la inflamación, hierba de los cuarenta nudos, hinojo de perro, palito de oro.[3]